# Comité de Défense impériale
Le Comité de Défense impériale (Committee of Imperial Defence) était un organe ad hoc important du gouvernement du Royaume-Uni et de l'Empire britannique, existant de la fin de la seconde guerre des Boers au début de la Seconde Guerre mondiale (de 1902 à 1939). Il était responsable de la recherche et de la coordination des autorités civiles et militaires en matière de stratégie militaire.
Généralement, un sous-comité temporaire était créé pour enquêter et faire un rapport sur un sujet particulier. Un de ces sous-comités d'espionnage a par exemple donné naissance aux futurs MI5 et MI6, etc.